# Epsilon Trianguli Australis
Désignations
Epsilon Trianguli Australis (ε Trianguli Australis / ε TrA), est une étoile de la constellation circumpolaire australe du Triangle austral. Elle est visible à l'œil nu avec une magnitude apparente visuelle de +4,11. Sur la base d'une parallaxe annuelle de 16,17 mas, l'étoile est située à environ 340 années-lumière du Soleil. Elle se rapproche du Soleil avec une vitesse radiale d'environ −15,5 km/s.
Epsilon Trianguli Australis est une étoile géante évoluée orangée de type spectral K0 III. Elle fait 1 à 2 fois la masse du Soleil et a gonflé jusqu'à atteindre 16,2 fois le rayon du Soleil. Elle émet 91 fois la luminosité du Soleil depuis sa photosphère élargie à une température effective de 5 039 K.
Elle possède une compagne de type A5 et de magnitude 9,36 avec une séparation angulaire de 81,9 secondes d'arc et un angle de position de 220°, en 2010. L'étude du mouvement propre des deux étoiles indique que la paire forme une double optique.